# Marilyn Chambers
Marilyn Chambers, geboren als Marilyn Ann Briggs (Providence, 22 april 1952 – Santa Clarita, 12 april 2009) was een Amerikaanse actrice en  pornoactrice.
Chambers werd in eerste instantie bekend door haar optreden in de pornofilm Behind the Green Door (1972). Toen de film uitkwam stond Chambers vanwege een reclamecampagne op de verpakking van het wasmiddel Ivory Snow afgebeeld als jonge moeder met baby. De waspoederproducent Procter & Gamble liet vanwege de pornofilm de verpakking aanpassen, waardoor Chambers' bekendheid verder toenam door de extra aandacht hierover in de media.
Voor haar werk als pornoactrice werd Chambers opgenomen in de AVN Hall of Fame en de XRCO Hall of Fame.
Chambers acteerde, naast pornofilms, ook in mainstream films. Haar eerste grote rol buiten het pornogenre was die van Rose in David Cronenbergs Rabid uit 1977.
Bij de Amerikaanse presidentsverkiezingen in 2004 was Chambers kandidate voor het vicepresidentschap namens de onafhankelijke politieke partij Personal Choice Party in Utah.

## Privé
Chambers was van 1975 tot 1985 gehuwd met Chuck Traynor, de voormalige vriend van Linda Lovelace. Chambers kreeg in het begin van de jaren negentig een dochter met de man uit haar tweede huwelijk. Chambers werd in april 2009 dood aangetroffen in haar mobilhome.

## Filmografie (selectie)
- The Owl and the Pussycat (1970) (als Evelyn Lang) - reguliere film
- Together (1971) (als Marilyn Briggs) - reguliere film
- Behind the Green Door (1972)
- Resurrection of Eve (1973)
- Sexual Ecstasy of the Macumba (1974)
- Rabid (1977) - reguliere film
- Insatiable (1980)
- Electric Blue 9 (1982)
- Electric Blue 5 (1982)
- Angel of H.E.A.T. (1983) - reguliere film
- Up 'n' Coming (1983)
- Insatiable II (1984)
- Party Girls (1990) - reguliere film
- The Marilyn Diaries (1990)
- Breakfast in Bed (1990) - reguliere film
- New York Nights (1994) - reguliere film
- Marilyn Chambers' All Nude Peep Show (1999)
- Still Insatiable (1999)
- Sextrospective (1999)
- Dark Chambers (2000)
- Edge Play (2000)
- Little Shop of Erotica (2001)
- Stash (2007) - reguliere film
- Solitaire (2008) - reguliere film
- Porndogs: The Adventures of Sadie (2009) - reguliere film

## Onderscheidingen
- AVN Hall of Fame
- XRCO Hall of Fame